# Lillträsket (Råneå socken, Norrbotten, 733898-178257)
Lillträsket är en sjö i Luleå kommun i Norrbotten och ingår i Råneälvens huvudavrinningsområde. Sjön har en area på 0,0969 kvadratkilometer och ligger 23 meter över havet. Sjön avvattnas av vattendraget Kvarnån (Forsträskbäcken).

## Delavrinningsområde
Lillträsket ingår i det delavrinningsområde (733825-178203) som SMHI kallar för Inloppet i Västiträsket. Medelhöjden är 34 meter över havet och ytan är 4,42 kvadratkilometer. Räknas de 11 avrinningsområdena uppströms in blir den ackumulerade arean 108,21 kvadratkilometer. Kvarnån (Forsträskbäcken) som avvattnar avrinningsområdet har biflödesordning 2, vilket innebär att vattnet flödar genom totalt 2 vattendrag innan det når havet efter 33 kilometer. Avrinningsområdet består mestadels av skog (83 procent). Avrinningsområdet har 0,1 kvadratkilometer vattenytor vilket ger det en sjöprocent på 2,2 procent.